# Prosopocera marshalliana
Prosopocera marshalliana är en skalbaggsart som beskrevs av Stefan von Breuning 1936. Prosopocera marshalliana ingår i släktet Prosopocera och familjen långhorningar.
Artens utbredningsområde är Gabon. Inga underarter finns listade i Catalogue of Life.